# 観龍寺 (千曲市)
観龍寺（かんりゅうじ）とは長野県千曲市大峯にある真言宗智山派の寺院である。
本尊は千手観音である。だが、本尊千手観音は10年ほど前に盗難にあっている。観龍寺は、現在、無住職寺で地元有志によって寺は維持されている。

## 観龍寺の阿修羅像
観龍寺の阿修羅像は三面二臂（3つの面に2つの腕）という点が特徴である 。

## 文化財
- 木造十一面観音菩薩立像 - 県宝
- 木造聖観音菩薩立像 - 県宝
- 木造毘沙門天立像 - 市指定文化財[3]
- 木造観音二十八部衆 - 市指定文化財[4]
- 木造千手観音坐像 - 県宝

## 交通アクセス
- しなの鉄道 しなの鉄道線 屋代駅から徒歩1時間程度